# 사우디 빈라덴 그룹

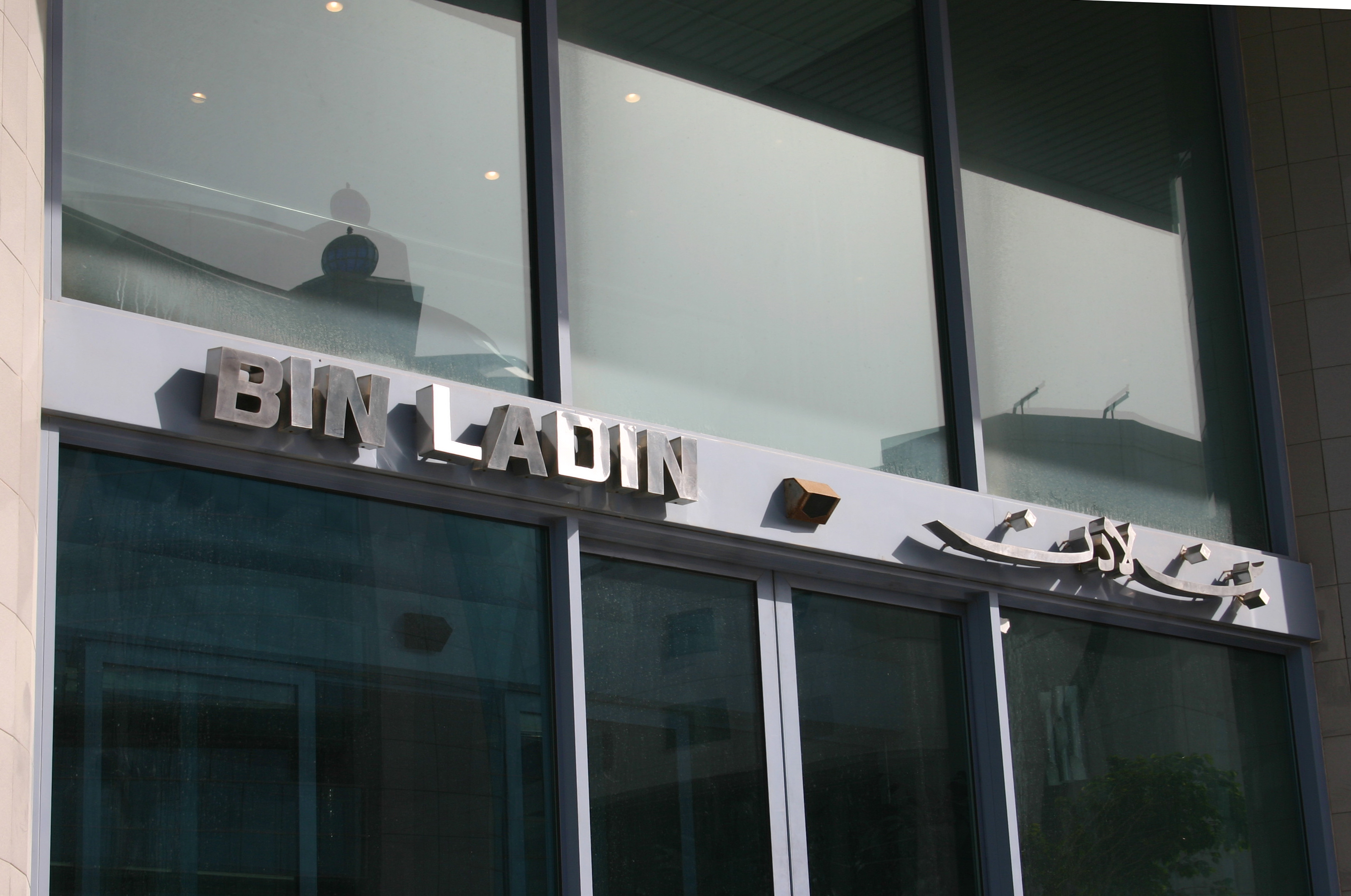
아랍에미리트 두바이의 사우디 빈라덴 그룹 오피스

사우디 빈라덴 그룹(Saudi Binladin Group, مجموعة بن لادن السعودية Maǧmūʿat Bin Lādin al-Saʿūdiyyah)은 2019년부터 빈라덴 그룹 글로벌 홀딩 컴퍼니(Binladin Group Global Holding Company)라는 사명을 사용 중인 사우디아라비아 지다에 본사를 둔 다국적 건설 복합기업이다. 2011년, 사우디 빈라덴 그룹은 세계에서 가장 큰 높이의 건물(지다의 지다 타워)을 건설하는 계약에 서명했다. 또, 도하에 위치한 도하 메트로의 건설에 합의했다. 이 복합기업은 추산 537개 기업으로 구성하고 있다.

## 국제 프로젝트
1. 세네갈 블레즈-디아뉴 국제공항
2. 말레이시아 쿠알라룸푸르 국제공항
3. 아랍에미리트 샤르자 국제공항
4. 몰디브 말레 국제공항